# Celmisia
Genre
Classification phylogénétique
Celmisia est un genre de plantes à fleurs de la famille des Asteraceae. Il en existe environ 70 espèces dont la plupart sont endémiques en Nouvelle-Zélande et entre quatre et dix le sont en Australie.
Le genre a été décrit par le botaniste Alexandre de Cassini en 1813.
Ce sont des plantes vivaces herbacées ou buissonnantes aux feuilles essentiellement en rosettes, très souvent poilues. Les fleurs blanches ressemblent à celles de la marguerite.

## Principales espèces
- Celmisia asteliifolia Hook.f.

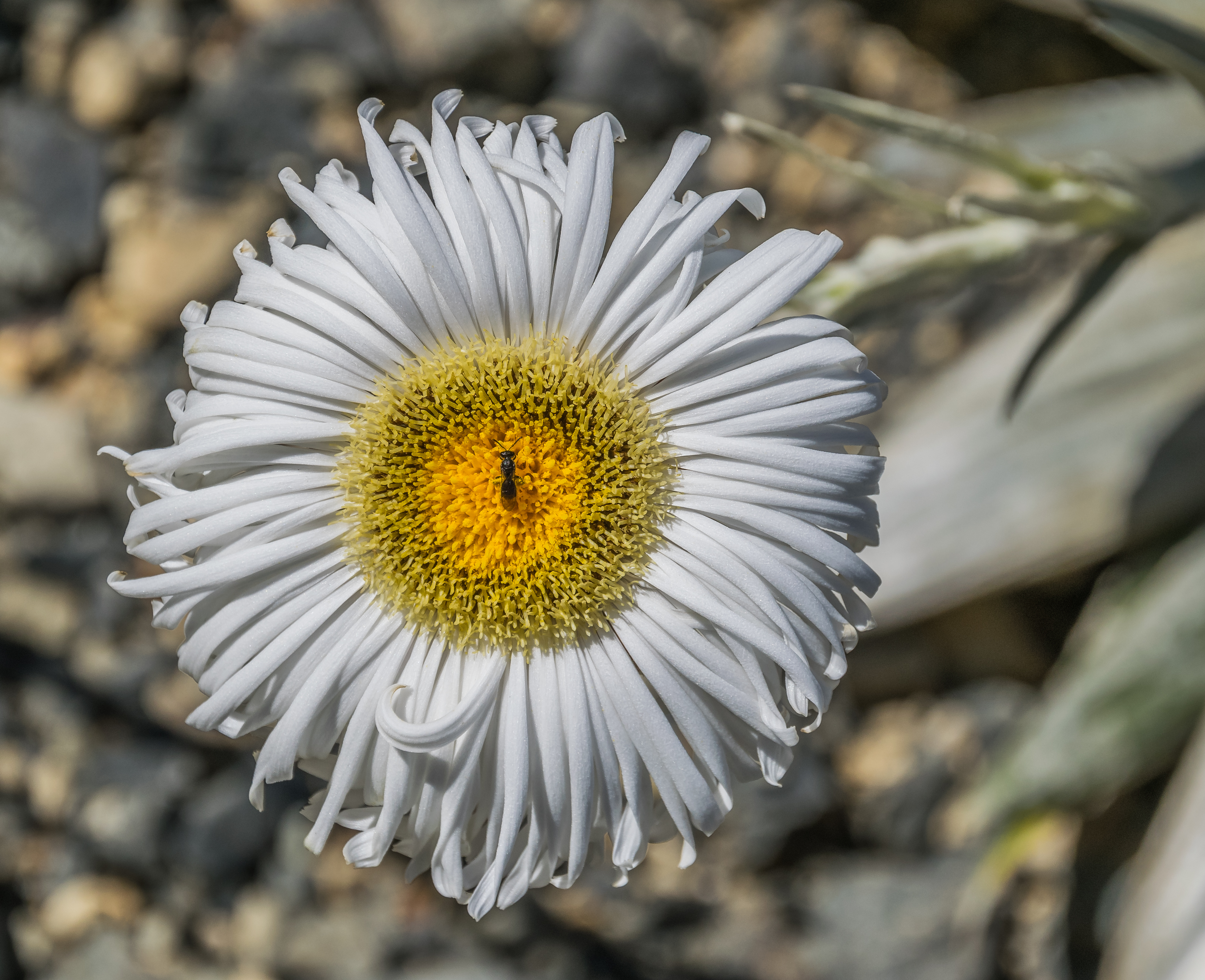
Celmisia semicordata.

- Celmisia costiniana Max Gray & Given
- Celmisia gracilenta Hook.f.
- Celmisia incana Hook.f.
- Celmisia longifolia Cass.
- Celmisia saxifraga (Benth.) W.M.Curtis
- Celmisia sericophylla J.H.Willis
- Celmisia spectabilis Hook.f.
- Celmisia traversii Hook.f.